# Călcâi

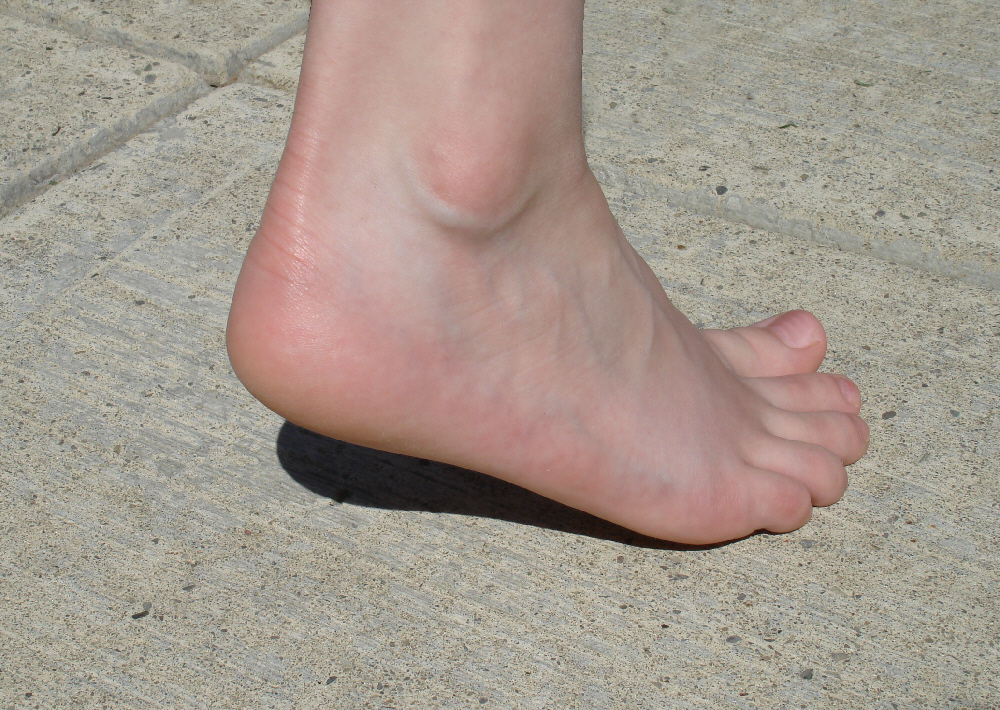
Un călcâi ridicat

În anatomia umană, călcâiul reprezintă partea posterioară a tălpii piciorului, și este format din oasele astragal și calcaneu.